# Basilia italica
Basilia italica är en tvåvingeart som beskrevs av Oskar Theodor 1954. Basilia italica ingår i släktet Basilia och familjen lusflugor. Inga underarter finns listade i Catalogue of Life.